# Renáta Březinová
Renáta Březinová, née le 6 janvier 1990 à Rychnov nad Kněžnou (Tchécoslovaquie, actuelle Tchéquie), est une joueuse tchèque de basket-ball.

## Biographie
Au championnat d'Europe 2021, elle inscrit en moyenne 7 points (3e marqueuse de son équipe, 3 passes et 2 rebonds de moyenne en 3 matches). Elle démarre la saison 2021-2022 avec le club turc de Kayseri Kaski puis quitte le club pour raisons économiques et rejoint Tarbes fin octobre 2021.